# Tertry (Somme)
Tertry település Franciaországban, Somme megyében. Lakosainak száma 143 fő (2022. január 1.). Tertry Beauvois-en-Vermandois, Lanchy, Trefcon, Monchy-Lagache és Vraignes-en-Vermandois községekkel határos.

## Népesség
A település népessége az elmúlt években az alábbi módon változott:
| Lakosok száma | 173  | 173  | 167  | 156  | 148  | 146  | 145  | 141  | 143  |
|               | 2013 | 2015 | 2016 | 2017 | 2018 | 2019 | 2020 | 2021 | 2022 |